# 森田仁
森田 仁（もりた ひとし、1970年9月5日 -　）は北海道を拠点とするローカルタレント。東京都・中央区月島出身。2011年より北海道旭川市在住。元芸人、現在マルチタレント、レポーター、フードプロデューサー、ラジオDJと様々な方面で活動中。東京都立日本橋高等学校・東京アナウンス学院卒。
元U-turnの土田晃之とは専門学校時代の同級生である。また後輩には原口あきまさやはなわがいた。
自称千葉ロッテマリーンズ北海道カモメ党　党首。
２０２４年3月より芸名を「＃もりりん」で活動スタート

## 活動歴
平成8年　お笑いコンビ「タイムトラベラー結成」

森田が料理を得意としていたため、平成11年に、日本テレビ「雷波少年」にて究極の麺を完成する旅“麺ロードの旅”にチャレンジ。世界14カ国で各国の麺料理を学び丸1年後日本に帰国。オリジナル麺料理、究極の一杯「遥かなる麺ロード」を完成、発表。日本全国で高評価を頂きゴール。
平成12年コンビ解散

解散後、森田仁はタレントとして千葉県松戸市、流山市、野田市をエリアとするJCNコアラ葛飾を中心として、タレント、リポーターとして活躍。
平成19年　森田商店会会長として、新たなる活動を開始

現在、森田仁は、千葉県松戸市をエリアとするJCNコアラのリポーターやイベントの司会業などで現在活躍している、「森田仁のチョッと小腹空きません？」というブログを書いている。
現在

千葉県松戸市の松戸観光大使、あさひかわラーメン村交流大使、フードプロデューサーとしてオリジナル創作料理の開発（松戸矢切葱拉麺・松戸黄金麺・親子ラーメン）、北海道旭川市を中心に、北海道内にてタレント、レポーター　フードプロデューサーとして幅広い活動を行っている。
2008年5月、あさひかわラーメン村交流大使に任命される。
2008年6月、旭川コミュニティFMりべーるにて宝クジガ当タルゾ第2部「森田仁のらーめんのびちゃいますよ！」放送開始。
2008年夏・2009年冬・夏　旭川夏祭り、旭川ケーブルテレビレポーター出演。
2009年4月、リアルスポーツ毎週水曜日中刷りカラー1面連載開始　東京グルメン（森田仁の麺料理食べ歩きレポート記事）・スキスキマリーンズ（ファンである千葉ロッテマリーンズのスタジアムグルメ記事）
2009年5月、フェイクから騒ぎ　作：新藤栄作　出演：新藤栄作・ひかる一平（劇団養成所以来の14年ぶりの本格的な芝居を行う）
2009年6月、旭川FMりべーる「森田仁のタイトル未定です」放送開始。
2010年6月、旭川FMりべーる「森田仁のまだタイトル未定です」放送開始。
2009年2月～旭川ケーブルテレビポテト　レポーター出演。
2009年8月から小滝畜産大手門シリーズ (HBCラジオ) ナレーター。
2009年11月17日　TVH (テレビ北海道) 開局20周年記念ドラマ[「ALIVE」http://www.alive21.jp/]
精神科医　橋詰太志役でドラマ初出演
2010年3月　　　HBC (北海道テレビ) 「hanaテレビ」レポーター出演。
2010年6月～　琉球放送「シンセンほっかいどう」レギュラー（不定期放送）。
2010年7月～　「小滝畜産大手門シリーズ」メインキャラクターとして、旭川電気軌道バス看板他、HBCラジオCM等出演。
2010年11月～　北海道釧路市のパチンコ店「ラビットグループ」CMにてグラビアアイドル谷桃子と競演。
2011年2月        東京千葉に130店舗展開するcvsベイエリアの経営するサンクスにて森田仁プロデュース
北の大手門『なまら弁当』発売
2011年7月        同上店舗にて『じょっぴん弁当』発売
2011年12月～　旭川ケーブルテレビポテト「森田仁のじゃがいも長者」レギュラー出演　その後、「森田仁の旭川魅力発見伝」「森田仁の1000人インタビュー」とレギュラー出演中
2012年11月　舞台「悲しい事は数々あれど・・・」「ブックマーク」二本同時出演
2013年3月　旅チャンネル「東京TOWNS」で、故郷・月島を紹介。母親も登場。
2012年4月　旭川ケーブルテレビポテト「森田仁の魅力発見伝」レギュラー出演
2013年4月   東京千葉に130店舗展開するcvsベイエリアの経営するローソンにて森田仁プロデュース
北の大手門『森田仁弁当』発売
2013年5月  映画「じんじん」佐藤礼二郎役で出演
2013年11月　東京千葉に展開するcvsベイエリアの経営するローソン130店舗にて森田仁プロデュース
北の大手門『森田仁弁当　豚重』発売
その後「森田仁弁当」として、第七弾まで発売　　
2015年12月　FMりべーる「ヒルモリタ」スタート
2016年1月　テレビ東京系列　孤独のグルメ「真冬の北海道旭川出張篇」常連客役　出演
2016年4月～旭川ケーブルテレビポテト「森田仁のお仕事ちょうだい」レギュラー出演
2016年11月　北海道に10店舗展開する麵屋虎鉄　旭川須藤製麺とコラボ企画　
森田仁プロデュース「旭川濃厚つけ麺」期間限定発売
2017年7月スタート　CS旅チャンネル「旅して温泉！北海道」16年ぶりの全国レギュラー放送スタート
2018年11月　youtube　森田仁の「森田仁ちゃんねる」配信スタート
2020年2月～3月　STVテレビ「熱烈ホットサンド」ディープ旭川編ナビゲーターとして3週出演。
2021年3月　北海道フードマイスターの資格習得
2021年9月　北海道ローカル郵便局CM出演
2021年10月～　北海道ローカル民放番組初レギュラー「米遊記」スタート　TVHテレビ北海道　
2022年3月～Youtube森田仁の「もりチャンネルりん」開設
2022年10月～CS　GAORA　「特選！GAORA市場」レギュラー　元日本ハムファイターズ岩本勉　国井美沙アナと共演
2022年10月～BS日テレショッピング　照英が行く！北海道うまいものSP
2022年9月～BS日テレショッピング　照英＆前園わがまま三昧ご当地グルメレギュラー案内人　ぐるっと九州・東北編　北海道編
2024年3月　エスプログレス所属（代表・タレント照英）
2024年9月　まる株式会社に移籍